# Werewere-Liking Gnepo

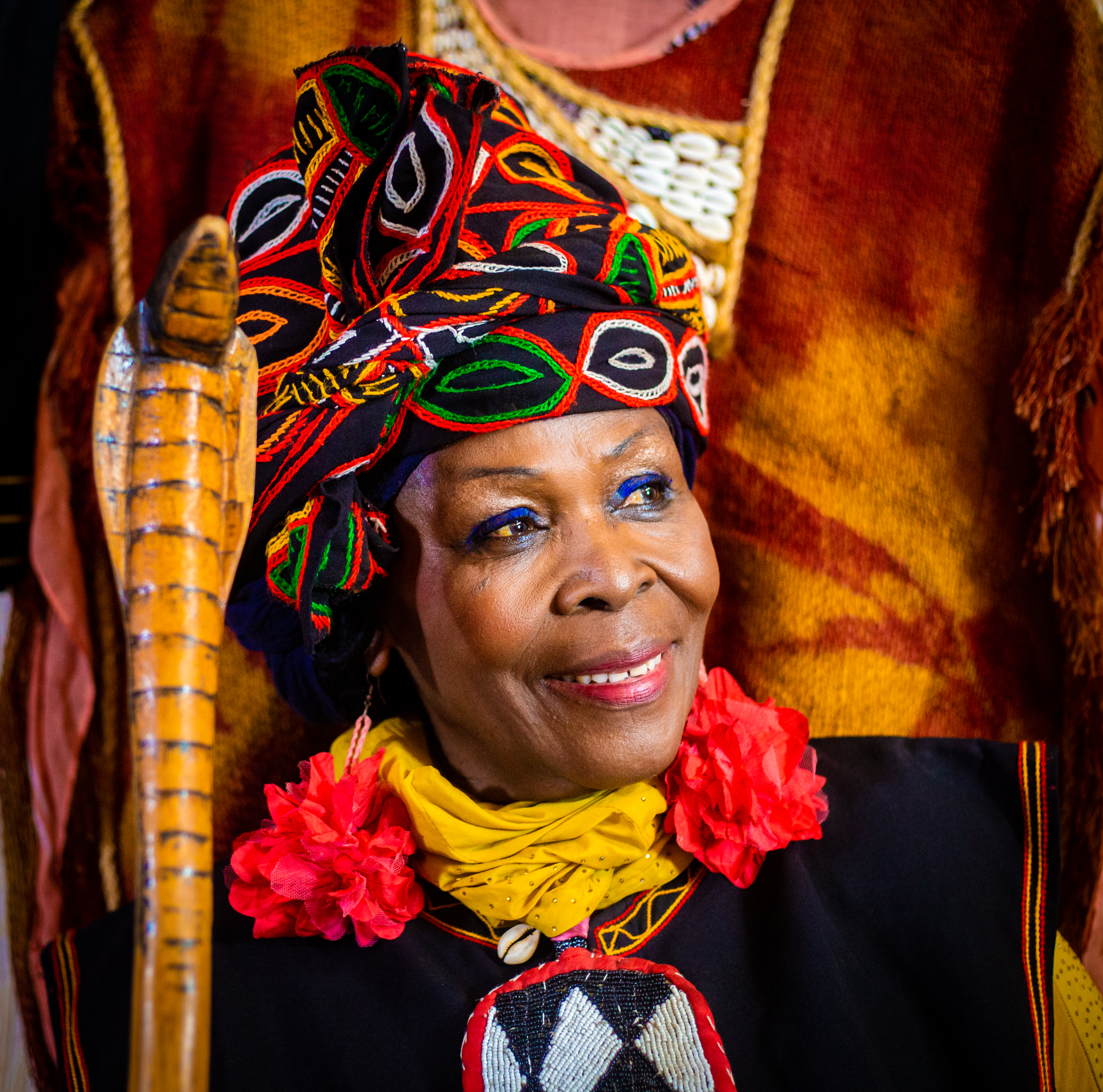
Werewere-Liking Gnepo, 2022

Werewere-Liking Gnepo (* 1. Mai 1950 in Bondè, Kamerun) ist eine kamerunische Schriftstellerin und Künstlerin, die in der Elfenbeinküste lebt.

## Leben
Werewere-Liking wurde von ihren Großeltern väterlicherseits nach der Tradition des Volkes der Bassa erzogen. Sie lebt seit 1975 in der Elfenbeinküste. Hier hat sie sich als Mitarbeiterin am „Institut de littérature et d’esthétique négro-africaines“ der Universität Abidjan vor allem durch ihre Forschungen zur Tradition und Ästhetik Subsahara-Afrikas (u. a. zu Marionetten, zu Statuen sowie zur Erzählung Kaydara) einen Namen gemacht.
Seit den 1980er Jahren war sie – neben Marie-José Hourantier – maßgeblich an der Erneuerung der Ästhetik des rituellen Theaters beteiligt.
1985 gründete sie in Abidjan das Dorf Ki-Yi M’Bock. Im Bassa, ihrer Muttersprache, bedeutet Ki-Yi M’Bock so viel wie „das Wissen, das alles Wissen übersteigt“. Heute finden in diesem Dorf rund 50 afrikanische Künstler verschiedenen Alters, verschiedener Herkunft und verschiedener künstlerischer Richtung ein Zuhause. Die Künstlergemeinschaft Ki-Yi M’bock soll dabei, so Werewere-Liking, «un mouvement pour la renaissance des arts africains, pour la naissance d’une culture panafricaine contemporaine et pour une rencontre et une reconnaissance des cultures du monde noir» (eine Bewegung für die Wiedergeburt der afrikanischen Künste, für die Geburt einer zeitgenössischen panafrikanischen Kultur und für die Begegnung und Anerkennung der Kulturen der schwarzen Welt) sein.
Werewere-Liking ist eine überaus vielfältige Künstlerin (Schriftstellerin, Malerin, Regisseurin etc.). Zweifellos haben aber vor allem ihre Theaterstücke und ihr Engagement für das Künstlerdorf Ki-Yi ihren internationalen Ruf begründet.
Für ihren «chant-roman» La mémoire amputée erhielt Werewere-Liking 2005 den renommierten Noma-Preis für afrikanische Literatur.

## Werke

### Kulturwissenschaftliche Arbeiten
- Une vision de Kaydara d’Hamadou-Hampate-Ba. Abidjan: NEA 1984.
- Statuettes peintes d’Afrique de l’Ouest. Bd. I : Statues colons / Bd. II:  Marionnettes du Mali. Abidjan: NEA 1987.

### Theaterstücke
- La queue du diable. In: Du rituel à la scène. Paris: Nizet 1979.
- La puissance de Oum. Abidjan: Ceda 1979.
- Une nouvelle terre / Du sommeil d’injuste. Dakar: NEA 1980:
- Les mains veulent dire / La rougeole arc en ciel. In: Spectacles rituels, Dakar: NEA 1987.
- Singue Muro. Abidjan: Eyo Ki-Yi Edition 1990.
- Un Touareg s’est marié à une Pygmée. Brüssel: Lansman 1992.
- La Veuve dilemma. In: Miller, Judith [Hg.]: Plays by Women. An International Anthology. Bd. II. New York: Uburepertory theater publications 1994 [englische Übersetzung unter dem Titel: The Widow Dylemma].
- Le Parler / Parlare cantando: La vedova Diylèm (Dilemma) & Il bambino Mbénè (L’enfant Mbénè). Turin: L’Harmattan Italia 2003 [zweisprachige Ausgabe französisch-italienisch].

### Filme
- "Regard de focus" 1987, 93 min. (Regie)
- "Werewere liking" 26 min. (Film about W.L. by Issiak Konate)

### Romane
- A la recherche de ... Abidjan: NEA 1980.
- Orphée Dafric. Paris: L’Harmattan 1981.
- Elle sera de jaspe et de corail. Paris: L’Harmattan 1983.
- L’amour vent vies. Paris: Publi-Sud 1988.
- La mémoire amputée. Abidjan: Nouvelles Editions Ivoiriennes 2004.

### Märchen
- Liboy Li Nkundung. Paris: Les Classiques Africains 1982.
- Contes d’initiations féminines. Paris: Les Classiques Africains 1983.